# عبد الحليم حافظ
عبد الحليم علي إسماعيل شبانة (21 يونيو 1929 – 30 مارس 1977)، المعروف فنيًا باسم عبد الحليم حافظ، هو مغنٍ وممثل ومنتج موسيقي مصري، وأحد أبرز رموز الغناء العربي في القرن العشرين، لقب بـ"العندليب الأسمر". تميز بصوته العذب وأسلوبه المبتكر في الغناء، وترك بصمة خالدة في الموسيقى العربية الحديثة، حتى أصبح رمزًا للرومانسية والوطنية وصوتًا للثورة المصرية.

## النشأة

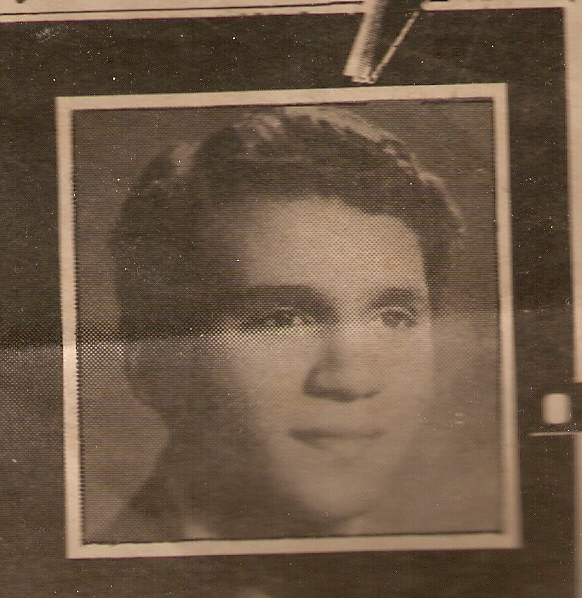
صورة التقطت لعبد الحليم في 26 أبريل 1948 بعد حصوله على دبلوم المعهد العالي للموسيقى العربية

وُلد عبد الحليم علي إسماعيل شبانة في 21 يونيو 1929 في قرية الحلوات التابعة لمركز الإبراهيمية بمحافظة الشرقية. كان الابن الأصغر لأسرة تتكون من أربعة أبناء: إسماعيل، ومحمد، وعليا. فقد والدته بعد أيام من ولادته، ثم توفي والده قبل أن يتم عامه الأول، فعاش طفولته في كنف خاله متولي عماشة، في بيئة ريفية اتسمت بصعوبات اجتماعية واقتصادية واضحة.
أظهر منذ صغره اهتمامًا بالإنشاد والغناء، وبدأ تعليمه في كُتّاب القرية حيث أتم حفظ القرآن الكريم. شارك في الإنشاد خلال المناسبات الدينية، مما لفت أنظار من حوله إلى صوته. وكان يتابع ما يُذاع من أغنيات عبر الإذاعة الرسمية ويحاول تقليد مطربين معروفين في ذلك الوقت، الأمر الذي ساعده على تطوير قدراته الصوتية بشكل تدريجي.
في عام 1943، انتقل إلى القاهرة بهدف دراسة الموسيقى بشكل منهجي، فالتحق بمعهد الموسيقى العربية، ودرس في قسم التلحين تحت إشراف أساتذة بارزين منهم داود حسني ومحمد حسن الشجاعي. برز خلال دراسته في العزف على آلة الأوبوا، وأظهر قدرة على استيعاب المقررات النظرية، كما أقام علاقات فنية مع زملائه، من بينهم كمال الطويل الذي شاركه لاحقًا في عدد من الأعمال الغنائية.
بعد تخرجه عام 1948، عُيّن مدرّسًا للموسيقى في مدارس بمحافظات متعددة، منها طنطا والزقازيق والقاهرة. شارك في النشاطات الفنية المرتبطة بالمدرسة، وسعى إلى تعزيز حضور الموسيقى في البيئة التعليمية. بالتوازي مع عمله، بدأ في التفاعل مع الوسط الفني من خلال المشاركة في مسابقات موسيقية محلية، وتوسيع شبكة علاقاته بين الشعراء والملحنين.

## المسيرة الفنية

### البدايات والتحديات
جاءت انطلاقته الفنية في ظل تحديات متعددة، منها النشأة في بيئة محدودة الإمكانيات، وفقدان والديه في وقت مبكر، فضلاً عن معاناته من داء البلهارسيا منذ الطفولة، وهو المرض الذي ظل يؤثر على حالته الصحية طوال حياته. رغم ذلك، استمر في تطوير نفسه فنيًا، وقرر التفرغ للمجال الموسيقي، فالتحق بفرقة الإذاعة الموسيقية، حيث بدأت ملامح حضوره تتبلور تدريجيًا.
عام 1951، تقدّم لاختبار الأصوات في الإذاعة المصرية، ولم يحظَ صوته بقبول فوري بسبب اختلاف أسلوبه، الذي تميز بنبرة ناعمة لم تكن مألوفة في تلك المرحلة. لاحقًا، لقي دعمًا من الإذاعي حافظ عبد الوهاب، الذي ساعده في دخول الوسط الفني، واقترح عليه استخدام اسمه الفني "عبد الحليم حافظ".
كانت أولى خطواته الرسمية من خلال أداء قصيدة "لقاء" من كلمات صلاح عبد الصبور وألحان كمال الطويل، تلتها أغنية "صافيني مرة" من تلحين محمد الموجي، التي لم تلقَ نجاحًا في عرضها الأول، لكنها لاقت انتشارًا واسعًا عند تقديمها لاحقًا، وشكّلت نقطة انطلاق في مسيرته الغنائية.

### مرحلة الصعود والتجديد
بعد اعتماده رسميًا كمطرب في الإذاعة المصرية عام 1951، اتجه عبد الحليم حافظ إلى تقديم نمط غنائي جديد جمع بين الطابع العاطفي والواقعي، مع التركيز على التعبير البسيط والمباشر عن المشاعر، متجاوزًا الأساليب التقليدية التي كانت تعتمد على الأداء المبالغ فيه.
لم يلقَ هذا التوجه قبولًا فوريًا من الجمهور؛ فقد واجهت أولى أغانيه "صافيني مرة" (1952) نقدًا واسعًا ولم تحظَ بتفاعل إيجابي عند عرضها الأول، إذ بدا أن المتلقين لم يعتادوا بعد هذا النمط المختلف من الغناء. غير أن عبد الحليم أعاد تقديم الأغنية في مناسبة إعلان الجمهورية المصرية عام 1953، فحققت استجابة إيجابية هذه المرة، مما أسهم في توسيع قاعدة مستمعيه. وفي عام 1954، قدّم أغنية "على قد الشوق" من ألحان كمال الطويل وكلمات محمد علي أحمد، التي لاقت نجاحًا كبيرًا، وعزّزت حضوره في المشهد الغنائي كصوت ذي هوية فنية مغايرة.
في هذه المرحلة، انتشرت أعماله التي عبّرت عن مشاعر التفاؤل والطموح، ومن بين تلك الأغاني: "ذلك عيد الندى"، "أقبل الصباح"، "مركب الأحلام"، و"في سكون الليل". كما تناولت بعض أعماله موضوعات مستوحاة من الطبيعة والمواسم، مثل "الأصيل الذهبي" و"هل الربيع"، وهي سمات منحت هذه الأغاني بعدًا شاعريًا واضحًا.
تعمقت تجربته لاحقًا عبر التعاون المنتظم مع مجموعة من أبرز الشعراء والملحنين في مصر، مثل كمال الطويل، محمد الموجي، وبليغ حمدي. وشملت إنتاجاته ألوانًا متعددة، منها الأغنية العاطفية والوطنية والدينية. ويُقدّر مجموع أعماله المسجلة بما يزيد عن 230 أغنية، قام مجدي العمروسي بجمعها وتوثيقها في إصدار حمل عنوان "كراسة الحب والوطنية".
مع تدهور حالته الصحية بسبب إصابته بالبلهارسيا ابتداءً من منتصف الخمسينيات، بدأت ملامح الحزن تظهر بشكل متزايد في أغانيه، مقابل طابع التفاؤل الذي طغى على بداياته. وقد انعكس هذا التحوّل في نبرة الغناء والمضامين، حيث بدت أعماله اللاحقة أكثر تركيزًا على مشاعر الفقد والانكسار والأمل، وهو ما جعلها ترتبط بتجربة جيله وظروفه الاجتماعية والسياسية.

### الأغنية الوطنية ودور عبد الحليم السياسي
ارتبط الإنتاج الغنائي لعبد الحليم حافظ ارتباطًا وثيقًا بالسياق السياسي والاجتماعي في مصر والعالم العربي، لا سيما بعد ثورة يوليو 1952، حيث شارك في تقديم عدد من الأغاني التي تناولت موضوعات وطنية تعبّر عن الخطاب العام السائد آنذاك. لم تقتصر مشاركته على المناسبات المحلية، بل امتدت لتشمل قضايا إقليمية مثل دعم الاستقلال الجزائري والقضية الفلسطينية.
قدّم عبد الحليم عددًا من الأغاني المرتبطة بأحداث سياسية مفصلية مثل بناء السد العالي وتأميم قناة السويس، واعتمد في ذلك على التعاون مع شعراء مثل صلاح جاهين وعبد الرحمن الأبنودي، وملحنين منهم كمال الطويل، محمد عبد الوهاب، وبليغ حمدي. ومن بين الأعمال التي أصبحت مرتبطة بالذاكرة الوطنية: "صورة"، التي تشير إلى مظاهر الوحدة الوطنية، و"بالأحضان"، المستخدمة في عدد من المناسبات الرسمية، و"عدى النهار"، التي تناولت أجواء ما بعد نكسة 1967، و"أحلف بسماها"، التي تكررت في سياقات تعبيرية عن المقاومة، إلى جانب "حكاية شعب"، التي تناولت مراحل مختلفة من التحولات الاجتماعية والسياسية في مصر.
امتد تأثير هذه الأغاني إلى خارج مصر، حيث قُدمت في فعاليات فنية مختلفة، منها ما خُصص لدعم حركات التحرر، كما شارك عبد الحليم في حفلات نُظّمت لأغراض خيرية أو توعوية، من بينها فعاليات ذات صلة بالقضية الفلسطينية. وغالبًا ما كان يُطلب منه المشاركة في المناسبات القومية الرسمية، حيث تُبث أغانيه عبر الإذاعة والتلفزيون في عدد من الدول العربية.
شهدت هذه الأغاني الوطنية نشاطًا متزايدًا بعد عام 1967، في إطار السعي العام إلى رفع الروح المعنوية داخل المجتمع، وقدّم عبد الحليم خلالها مجموعة من الحفلات داخل مصر وخارجها، بما في ذلك حفل أُقيم في لندن عام 1969، خُصص ريعه لدعم الجهد الحربي المصري.

### السينما وأثرها في مسيرته

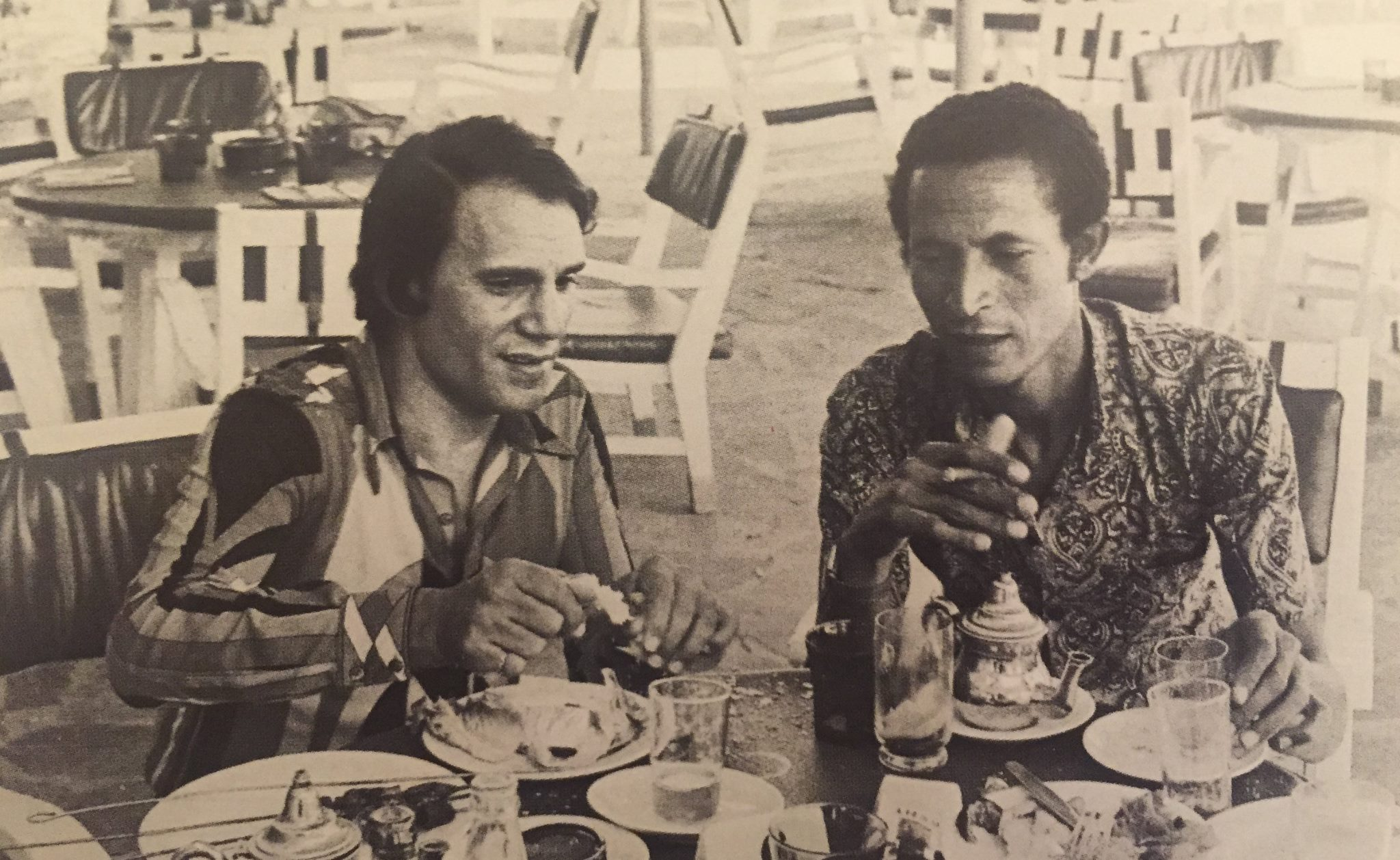
عبد الحليم حافظ رفقة المصور الملكي المغربي محمد مرادجي

بدأ عبد الحليم حافظ نشاطه السينمائي عام 1955 بفيلم لحن الوفاء، الذي شاركته في بطولته الفنانة شادية، وأخرجه إبراهيم عمارة. يُعد هذا الفيلم أول عمل له في مجال التمثيل، حيث أدّى شخصية شاب يُدعى "جلال"، يمتلك موهبة غنائية ويقع في علاقة عاطفية مع مطربة شابة. تناول الفيلم موضوعات إنسانية واجتماعية، وعُرض في دور سينما بارزة في مصر مثل سينما كورسال في القاهرة وسينما فريال في الإسكندرية. تضمّن الفيلم عدداً من الأغاني التي عُرفت لاحقًا ضمن رصيده الغنائي، منها "على قد الشوق" و"لا تلومني" و"لحن الوفاء". أسهم أداء عبد الحليم في هذا الفيلم في إدخاله إلى مجال السينما الغنائية كممثل ومطرب في آنٍ واحد.
فيما بعد، شارك عبد الحليم في عدد من الأفلام السينمائية بلغ مجموعها ستة عشر فيلماً، من أبرزها أيام وليالي، بنات اليوم، حكاية حب، الخطايا، وأبي فوق الشجرة. امتزجت هذه الأعمال بين الأداء التمثيلي والغنائي، وتناولت موضوعات متنوعة مثل العلاقات العاطفية، والفوارق الاجتماعية، والصراع بين الطموح والواقع. وغالبًا ما عكست هذه الأفلام ملامح المجتمع المصري في الخمسينيات والستينيات، ما جعلها حاضرة في الذاكرة الجماعية لجمهور تلك الفترة.
استُخدمت أفلام عبد الحليم أيضاً كوسيلة لعرض أعماله الغنائية الجديدة، حيث ضمّ كل فيلم مجموعة من الأغاني التي أُنتجت خصيصًا له، مما ساعد في توسيع نطاق انتشارها. من بين هذه الأغاني: "جانا الهوى"، و"حبيبتي من تكون"، و"بتلوموني ليه"، و"حاول تفتكرني". وقد تعاون في هذه الأعمال مع عدد من الفنانين والفنانات والمخرجين والملحنين البارزين، مثل شادية، مريم فخر الدين، لبنى عبد العزيز، زبيدة ثروت، أحمد رمزي، وفاتن حمامة.
ساهمت السينما في توسيع الحضور الفني لعبد الحليم حافظ على المستوى العربي، حيث عُرضت أفلامه في مختلف الدول، وتُرجمت بعضها إلى لغات أخرى. كما شكّل حضوره في السينما عاملاً جذباً لشركات الإنتاج، التي سعت إلى التعاقد معه لأعمال جديدة، في سياق تنافسي عكس أهمية السوق السينمائية في تلك المرحلة.

### التعاونات الفنية والشعراء
ارتبطت المسيرة الفنية لعبد الحليم حافظ بعدد من التعاونات الموسيقية التي ساهمت في تشكيل ملامح إنتاجه الغنائي، وأدت إلى تنوع أسلوبه وتوسع انتشاره. بدأ مشواره بالتعاون مع ملحنين مثل محمد الموجي وكمال الطويل، وقد أسفر ذلك عن إنتاج عدد من الأغاني التي باتت معروفة في السياق الغنائي العربي، من بينها "صافيني مرة"، "على قد الشوق"، و"حبيبها".
لاحقًا، توسعت دائرة التعاون لتشمل بليغ حمدي، الذي لحّن لعبد الحليم ما يزيد على ثلاثين أغنية، من بينها "سواح"، "تخونوه"، "عدى النهار"، "موعود"، و"زي الهوا". مثّلت هذه الأعمال جانبًا كبيرًا من رصيده الفني، وأسهمت في تشكيل صورة نمطية عن الأغنية العاطفية والوطنية في تلك المرحلة.
على صعيد النصوص الغنائية، تعاون عبد الحليم مع عدد من الشعراء، منهم مرسي جميل عزيز، الذي كتب له أغنيات مثل "حكاية حب" و"حبيبتي من تكون"، بالإضافة إلى محمد حمزة الذي شارك في كتابة أغنيات منها "سواح" و"حاول تفتكرني" و"أي دمعة حزن لا". كما أدّى عبد الحليم نصوصًا شعرية لنزار قباني، منها "قارئة الفنجان" و"رسالة من تحت الماء"، وقد تولّى تلحينها محمد الموجي.
كما لحّن له محمد عبد الوهاب عدداً من الأعمال، مثل "أهواك" و"فاتت جنبنا" و"نبتدي منين الحكاية"، وهو تعاون اعتُبر ذا أثر واضح في ملامح بعض المراحل الفنية في مسيرته.
لم تقتصر هذه الشراكات على مصر فقط، إذ شملت أيضًا شعراء وملحنين من بلدان عربية أخرى. من أبرزهم الأمير عبد الله الفيصل من السعودية، الذي كتب له بعض الأغنيات، إلى جانب مساهمات من لبنان والمغرب. وقد ساعد هذا التنوع الجغرافي في انتشار أغانيه عبر عدة بلدان عربية.
تُقدّر حصيلة أعماله بأكثر من 200 أغنية، تعكس تنوعًا في المدارس الموسيقية واللغوية التي تعامل معها. ويُشار إلى أن هذا التعدد في الشراكات والتجارب الفنية أسهم في المحافظة على حضوره داخل المشهد الغنائي العربي لفترة طويلة.

### الحفلات والانتشار العربي
مثّلت الحفلات الغنائية التي شارك فيها عبد الحليم حافظ عنصراً مهماً في مسيرته الفنية، إذ أتاح له هذا النمط من الأداء تقديم أعماله الموسيقية مباشرة أمام الجمهور، كما وفّر له مساحة للتفاعل الحي مع المتلقين. لم تقتصر هذه الحفلات على الساحة المصرية، بل امتدت إلى عدد من المدن والعواصم العربية مثل بيروت ودمشق والكويت والرباط والجزائر، إلى جانب مشاركة محدودة في بعض الفعاليات الدولية، منها حفل أُقيم في قاعة ألبرت هول بلندن عام 1969، حضره آلاف من المتفرجين، وتم تخصيص عائداته لدعم الجهود المصرية عقب حرب 1967. تضمّن هذا الحفل تقديم أغنيتي "المسيح" و"عدى النهار"، في إطار محاولة للوصول إلى جمهور خارج السياق العربي.
تميّزت هذه الحفلات بإقبال جماهيري واسع، كما طغى عليها طابع تفاعلي تجلّى في مشاركة الجمهور بالغناء والتصفيق، مما أضفى بعداً اجتماعياً وثقافياً على التجربة. وغالبًا ما استُخدمت هذه الحفلات كفرصة لعرض أعمال موسيقية جديدة، مثل "موعود" و"نبتدي منين الحكاية" و"قارئة الفنجان"، التي أصبحت لاحقاً من أبرز الأعمال المرتبطة بمسيرته.
من حيث الأسلوب، اعتمد عبد الحليم على إدارة مرنة لعروضه المباشرة، فكان يتفاعل مع فرقته الموسيقية والجمهور من خلال إدخال تغييرات على التوزيع أو إضافة مقاطع مرتجلة حسب الموقف. وقد استغرقت بعض هذه الحفلات أكثر من ثلاث ساعات، ما اعتُبر آنذاك خروجاً عن القالب التقليدي للحفل الغنائي السائد. وقد أشار بعض النقاد إلى أن هذه التجربة ساعدت في إرساء نمط جديد من العلاقة بين الفنان والجمهور، اتسم بقدر أكبر من التفاعل والمشاركة.
استمر تداول تسجيلات هذه الحفلات بعد وفاته، سواء عبر الوسائط التقليدية أو من خلال تجارب رقمية مثل عروض "الهولوغرام" التي عُرضت في أوبرا دبي، والتي سعت إلى تقديم أدائه ضمن إطار تفاعلي جديد يتناسب مع التقنيات الحديثة والجمهور المعاصر.
عُرف عبد الحليم بعلاقاته الواسعة في الوسط الفني، وارتبط اسمه بعدد من الشائعات حول زواجه من الفنانة سعاد حسني، دون تأكيد رسمي. كان صديقًا مقربًا للرئيس جمال عبد الناصر والملك الحسن الثاني ملك المغرب. عُرف بكرمه ودعمه الدائم للجمعيات الخيرية ودور الأيتام.

## المرض والوفاة
أُصيب عبد الحليم حافظ بتليف كبدي نتيجة إصابته بمرض البلهارسيا، وهو ما أدى في نهاية المطاف إلى وفاته عام 1977. تعرّف عبد الحليم على حالته المرضية لأول مرة عام 1956، حين تعرّض لأول نزيف في المعدة أثناء حضوره مأدبة إفطار في شهر رمضان بدعوة من صديقه مصطفى العريف.

تلقى عبد الحليم طوال سنوات مرضه رعاية طبية على يد نخبة من الأطباء، من أبرزهم: الدكتور مصطفى قناوي، الدكتور ياسين عبد الغفار، الدكتور زكي سويدان، الدكتور هشام عيسى، الدكتور شاكر سرور، ومن إنجلترا الدكتور تانر، الدكتورة شيلا شارلوك، الدكتور دوجر ويليامز، الدكتور رونالد ماكبث، ومن فرنسا الدكتور سارازان. وكانت ترافقه سكرتيرته الخاصة الآنسة سهير محمد علي، التي عملت معه منذ عام 1972، وظلت إلى جانبه خلال إقاماته في المستشفيات. تلقى عبد الحليم العلاج في عدة مستشفيات خارج مصر، منها: مستشفى ابن سينا في الرباط (المغرب)، ومستشفى سانت جيمس هيرست، ولندن كلينك، وفيرسنج هوم، ومستشفى كينغز كولدج بلندن، وهو المستشفى الذي وافته فيه المنية، بالإضافة إلى مستشفى سالبيتريير في باريس.

شعار محرك بحث جوجل بمناسبة ذكرى مولد عبد الحليم حافظ ال 82 في 21 يونيو 2011

في 30 مارس/آذار 1977، تُوفي عبد الحليم حافظ في لندن عن عمر ناهز 47 عامًا. وقد تبين أن وفاته كانت نتيجة لنقل دم ملوث تسبب في إصابته بالتهاب كبدي فيروسي (فيروس سي)، وهو ما لم يكن له علاج فعّال في ذلك الوقت، إلى جانب معاناته المزمنة من تليف الكبد الناتج عن البلهارسيا. وتشير بعض الروايات إلى أن المنظار الطبي المستخدم في فحصه سبب له خدشًا في الأمعاء أدى إلى نزيف داخلي، حاول الأطباء وقفه عن طريق إدخال بالون طبي، إلا أنه لم يتمكن من بلعه وتوفي قبل أن يتمكنوا من السيطرة على النزيف.
أثارت وفاته صدمة واسعة وحزنًا بالغًا بين محبيه، حتى أن بعض الفتيات في مصر أقدمن على الانتحار بعد سماع الخبر. وقد شُيّع جثمانه في جنازة تاريخية شهدتها القاهرة، تُعدّ من أكبر الجنازات في تاريخ البلاد، ولا تضاهيها إلا جنازتا الرئيس جمال عبد الناصر وأم كلثوم، إذ قُدّر عدد المشيعين بأكثر من 2.5 مليون شخص.
وفي 21 يونيو 2011، احتفى محرك البحث "جوجل" بذكرى ميلاده الـ82، واضعًا شعاره الخاص احتفاءً بهذه المناسبة.

## الجوائز والتكريمات
حصل عبد الحليم على العديد من الجوائز والأوسمة من مصر ودول عربية أخرى تقديرًا لمسيرته الفنية وإسهاماته في الموسيقى. كرّمته مؤسسات رسمية وفنية، وأطلقت اسمه على شوارع وقاعات في مصر والوطن العربي

## الإنتاج الغنائي والإرث الفني
يُعتبر عبد الحليم من أكثر المطربين تأثيرًا في الموسيقى العربية، إذ ألهم أجيالًا من الفنانين، ولا تزال أغانيه تحظى بشعبية واسعة حتى اليوم. أُنتجت عنه عدة أعمال وثائقية وسير ذاتية، وتُقام فعاليات سنوية لإحياء ذكراه. جسد شخصيته عدد من الممثلين في الدراما العربية، وتناولته كتب ودراسات موسيقية عديدة.
قدم عبد الحليم حافظ خلال مسيرته أكثر من 230 أغنية، جمعها صديقه مجدي العمروسي في موسوعة خاصة. وتنوعت أغانيه بين العاطفية والوطنية والدينية، وحرص دائماً على انتقاء الكلمة واللحن المناسبين لصوته وشخصيته الفنية. لا تزال أغانيه تُسمع عبر الأجيال، ويُحتفى بها في المناسبات الرسمية والشعبية.

### الأغاني العاطفية
- ظهر بصوته (فقط) بأغنية ليه تحسب الأيام كلمات فتحي قورة وألحان علي فراج في فلم بعد الوداع سنة 1953.
- شارك عبد الحليم للمرة الثانية بصوته فقط في فيلم سينمائي هذه المرة مع فيلم «بائعة الخبز»، حيث غنى شكرى سرحان بصوت حليم أغنية «أنا أهواك»، وذلك أمام ماجدة التي غنت بدورها في الفيلم بصوت المطربة برلنتى حسن.كما شارك بصوته فقط في إحدى أغنيات فيلم أدهم الشرقاوى بطولة عبد الله غيث.وكان هو صاحب البطولة الغنائية في هذا الفيلم.
- في 18 يونيو، 1953 أحيا عبد الحليم حفلة أضواء المدينة بحديقة الأندلس فيما يعتبر بأنها حفلته الرسمية الأولى، والتي كانت أيضا أول احتفال رسمي بإعلان الجمهورية.
- «صافيني مرة»: كلمات سمير محجوب، ألحان محمد الموجي
- «إحنا كنا فين»: كلمات حسين السيد، ألحان منير مراد وقد غناها عبد الحليم معَ الفنانة شادية في فلم دليلة
- «على قد الشوق»: كلمات محمد علي أحمد، ألحان كمال الطويل
- «توبة»: في عام 1955 كلمات حسين السيد، لحن الموسيقار محمد عبد الوهاب أول أغاني عبد الوهاب لعبد الحليم
- يا خليّ القلب: في عام 1969 كلمات مرسي جميل عزيز وألحان موسقار الأجيال
- «في يوم في شهر في سنة»: كلمات مرسي جميل عزيز، وألحان كمال الطويل.
- موعود: كلمات محمد حمزة وألحان بليغ حمدي
- «لقاء»: كلمات صلاح عبد الصبور وألحان كمال الطويل وهي أول أغنية خاصة يسجلها عبد الحليم حافظ للإذاعة.
- «رسالة من تحت الماء»: كلمات نزار قباني، وألحان محمد الموجي
- «حبيبها» كلمات كامل الشناوي، وألحان محمد الموجي
- «قارئة الفنجان»: آخر ما غنى؛ وكانت في حفلة شم النسيم في عام 1976 من كلمات نزار قباني وألحان محمد الموجي.
- «جانا الهوى»: من كلمات محمد حمزة وألحان بليغ حمدي، غنى عبد الحليم الأغنية أولاً في المسارح، وبعد أن حققت نجاحاً كبيراً قدمها في فيلم أبي فوق الشجرة عام 1969.
- حبيبتي من تكون: كلمات خالد بن سعود وألحان بليغ حمدي وقد نشرت هذه الأغنية بعد وفاة عبد الحليم.
- «من غير ليه»: كلمات مرسي جميل عزيز والحان محمد عبد الوهاب ولم يستطع عبد الحليم تقديم الاغنية للجمهور وذلك بسبب مشيئة القدر فقد توفى عبد الحليم حافظ بعد اخر بروفه لها وقد نشرت الإذاعة تلك البروفة للجمهور بعد وفاة عبد الحليم حافظ.

### الأغاني الوطنية
- «العهد الجديد» سنة 1952 وهو أول نشيد وطني غناه عبد الحليم حافظ في حياته، من كلمات محمود عبد الحي وألحان عبد الحميد توفيق زكي، وقد غناها عبد الحليم بعد قيام ثورة 23 يوليو.
- «إحنا الشعب» أول أغنية يغنيها عبد الحليم للرئيس جمال عبد الناصر بعد اختياره شعبياً لأن يكون رئيساً للجمهورية سنة 1956 وهي أول لقاء فنى بين الثلاثي عبد الحليم والمحلن كمال الطويل والشاعر صلاح جاهين.
- محمد عبد الوهاب يقدم على تعاونه الأول مع عبد الحليم في مجال الأغاني الوطنية سنة 1956، وذلك مع أغنية «الله يا بلدنا» والتي تغنى بها عبد الحليم بعد العدوان الثلاثى.
- «على ارضها» أو «أغنية المسيح» والتي تتغنى بالقدس من كلمات عبد الرحمن الأبنودي وألحان بليغ حمدي وتوزيع علي إسماعيل.
- «ابنك يقولك يا بطل» من كلمات عبد الرحمن الأبنودي، وألحان كمال الطويل.
- «نشيد الوطن الأكبر» سنة 1960 من كلمات أحمد شفيق كامل وألحان محمد عبد الوهاب.
- «حكاية شعب» سنة 1960 من كلمات أحمد شفيق كامل وألحان كمال الطويل، وذلك في حفل أضواء المدينة الذي أقيم بمدينة أسوان للاحتفال بوضع حجر الأساس ببناء السد العالي.
- «الجزائر» غناها عبد الحليم سنة 1962 ليحيي فيها كفاح أهل الجزائر الذين نالوا استقلالهم في نفس العام.
- «مطالب شعب» بمناسبة العيد العاشر للثورة 23 يوليو 1962، من كلمات أحمد شفيق كامل وألحان كمال الطويل وتوزيع علي إسماعيل.
- «صورة» غناها في عيد الثورة في 23 يوليو 1966، من كلمات صلاح جاهين وألحان كمال الطويل.
- «عدى النهار» سنة 1967 وهي واحدة من أبرز أغاني عبد الحليم من كلمات عبد الرحمن الأبنودي وألحان بليغ حمدي.
- «أحلف بسماها» سنة 1967 والتي وعد عبد الحليم أن يغنيها في كل حفلاته إلى أن تتحرر أرض مصر في سيناء، من كلمات عبد الرحمن الأبنودي وألحان كمال الطويل.
- «البندقية اتكلمت» سنة 1968، من كلمات عبد الرحمن الأبنودي وألحان كمال الطويل.
- «عاش اللي قال» أول أغنية غناها عبد الحليم بعد نصر أكتوبر 1973 من كلمات محمد حمزة وألحان بليغ حمدي، وكانت أول أغنية أشاد فيها بدور الرئيس محمد أنور السادات في انتصار مصر العظيم.
- موعد آخر عمل بين عبد الحليم وكمال الطويل مع أغنية «صباح الخير يا سينا» سنة 1974.
- «النجمة مالت على القمر» 1975، من كلمات محسن الخياط وألحان محمد الموجي، و«المركبة عدت» من كلمات مصطفى الضمراني وألحان محمد عبد الوهاب بعد إعادة افتتاح قناة السويس للملاحة العالمية.

### الابتهالات الدينية (الأدعية)
- «نفضت عينيا المنام»
- «أنا من تراب»
- «على التوتة»
- «أدعوك يا سامع»
- «ورحمتك في النسيم»
- «بينى وبين الناس»
- «والحبة في الأرض»
- «خلينى كلمة»
- «ورق الشجر»
- «بين صحبة الورد»
- «يا خالق الزهرة»

وكلها من من كلمات الشاعر عبد الفتاح مصطفى، وألحان محمد الموجي.

### الأفلام
شهد عام 1955 عرض أربعة أفلام كاملة للعندليب، فيما وصف بأنه عامه الذهبي سينمائياً. قدم في السينما ستة عشر فيلماً سينمائيا هي:
| اسم الفيلم      | تاريخ العرض    | المخرج             |
| --------------- | -------------- | ------------------ |
| لحن الوفاء      | 3 مارس 1955    | إبراهيم عمارة      |
| أيامنا الحلوة   | 7 مارس 1955    | حلمي حليم          |
| ليالي الحب      | 15 أكتوبر 1955 | حلمي رفلة          |
| أيام وليالي     | 12 ديسمبر 1955 | هنري بركات         |
| موعد غرام       | 7 مارس 1956    | هنري بركات         |
| دليلة           | 15 أكتوبر 1956 | محمد كريم          |
| بنات اليوم      | 21 يناير 1957  | هنري بركات         |
| الوسادة الخالية | 7 أكتوبر 1957  | صلاح أبو سيف       |
| فتى أحلامي      | 23 ديسمبر 1957 | حلمي رفلة          |
| شارع الحب       | 13 أكتوبر 1958 | عز الدين ذو الفقار |
| حكاية حب        | 6 أبريل 1959   | حلمي حليم          |
| البنات والصيف   | 27 مارس 1960   | فطين عبد الوهاب    |
| يوم من عمري     | 17 مارس 1961   | عاطف سالم          |
| الخطايا         | 4 مارس 1962    | حسن الإمام         |
| معبودة الجماهير | 9 يناير 1967   | حلمي رفلة          |
| أبي فوق الشجرة  | 17 فبراير 1969 | حسين كمال          |

ظهر بصوته فقط مغنياً في أفلام بعد الوداع، وبائعة الخبز (1953)، وفجر (1955)، وأدهم الشرقاوي (1964). كما ظهر ضيفاً للشرف في فيلمين هما إسماعيل ياسين في البوليس الحربي، وقاضي الغرام.
قام عبد الحليم ببطولة المسلسل الإذاعي «أرجوك لا تفهمني بسرعة» سنة 1973، وهو المسلسل الوحيد الذي شارك فيه عبد الحليم كبطل للحلقات، وذلك برفقة نجلاء فتحي وعادل إمام قصة محمود عوض وإخراج محمد علوان.

## في الأعمال الفنية
عُرض فيلم روائي بعنوان «حليم» في يوليو/تموز عام 2006، وسط حملة دعائية واسعة، وكان من إنتاج عماد الدين أديب وشريف عرفة، ومن إخراج الأخير أيضًا. جسّد دور عبد الحليم حافظ فيه النجم المصري الراحل أحمد زكي، الذي توفي بعد الانتهاء من نحو 90% من مشاهد الفيلم. ولإكمال العمل، أدى نجله هيثم أحمد زكي دور العندليب في مرحلة شبابه.
كما تم إنتاج مسلسل «العندليب: حكاية شعب»، الذي تناول السيرة الذاتية لعبد الحليم حافظ، إلى جانب الأحداث السياسية التي شهدتها مصر خلال مسيرته، مثل قيام ثورة 1952، وصعود جمال عبد الناصر، والصراع مع إسرائيل. قام بدور البطولة فيه الممثل شادي شامل، الذي تم اختياره بعد فوزه في مسابقة تلفزيونية عرضتها قناة MBC بعنوان «العندليب: من يكون؟»، بحثًا عن شاب يجسد شخصية العندليب شكلاً وأداءً.
شارك في العمل عدد من كبار الفنانين، منهم عبلة كامل وكمال أبو رية، وكان من تأليف الكاتبة نوره. وعلى الرغم من هذه العناصر القوية، تعرض المسلسل لانتقادات شديدة من النقاد، الذين أشاروا إلى ضعف الأداء الفني، وتجاهل العديد من المحطات المهمة في حياة عبد الحليم، فضلاً عن التلاعب ببعض وقائع سيرته.
إلى جانب الأعمال الجادة، ظهرت شخصية عبد الحليم حافظ في أعمال ذات طابع كوميدي أو خيالي؛ ففي فيلم «سمير وشهير وبهير»، جسّد الممثل محمود العزازي شخصية عبد الحليم، ولاقت محاكاته استحسانًا من النقاد، ما دفعه لاحقًا لتكرار الدور في مسلسل «الشحرورة» الذي تناول سيرة الفنانة صباح. كذلك، ظهر العندليب في مسلسل «السندريلا»، الذي تناول السيرة الذاتية للفنانة سعاد حسني، وقام بدوره الفنان مدحت صالح.

## وصلات خارجية
- عبد الحليم حافظ على موقع أرشيف الشارخ.
- عبد الحليم حافظ على موقع IMDb (الإنجليزية)
- عبد الحليم حافظ على موقع الموسوعة البريطانية (الإنجليزية)
- عبد الحليم حافظ على موقع الدهليز
- عبد الحليم حافظ على موقع قاعدة بيانات الأفلام العربية
- عبد الحليم حافظ على موقع ميوزك برينز (الإنجليزية)
- عبد الحليم حافظ على موقع أول موفي (الإنجليزية)
- عبد الحليم حافظ على موقع ديسكوغز (الإنجليزية)
- عبد الحليم حافظ على موقع قاعدة بيانات الفيلم (الإنجليزية)
- عبد الحليم حافظ على موقع كينوبويسك (الروسية)